# Polyrhachis aurita
Polyrhachis aurita é uma espécie de formiga do gênero Polyrhachis, pertencente à subfamília Formicinae.